# Ecuación de Burgers
La ecuación de Burgers o ecuación de Bateman-Burgers es una ecuación diferencial parcial fundamental que ocurre en varias áreas de la matemática aplicada, como la mecánica de fluidos, la  acústica no lineal, la  dinámica de gases y el flujo de tráfico. La ecuación fue introducida por primera vez por Harry Bateman en 1915 y luego estudiada por Johannes Martinus Burgers en 1948.
Para un campo dado  {\displaystyle u(x,t)} y coeficiente de difusión o viscosidad cinemática, como en el contexto mecánico original del fluido, {\displaystyle \nu }, la forma general de la ecuación de Burgers, también conocida como «ecuación de Burgers viscosa», en una dimensión espacial en el sistema disipativo es: 
{\displaystyle {\frac {\partial u}{\partial t}}+u{\frac {\partial u}{\partial x}}=\nu {\frac {\partial ^{2}u}{\partial x^{2}}}.}
Cuando el término de difusión está ausente es decir, cuando {\displaystyle \nu =0}, la «ecuación de Burgers» se convierte en la «ecuación de Burgers inviscida»:
{\displaystyle {\frac {\partial u}{\partial t}}+u{\frac {\partial u}{\partial x}}=0,}
que es un prototipo para la ecuaciones de conservación que puede desarrollar discontinuidades, como la onda de choque. La ecuación anterior es la forma advectiva de la ecuación de Burgers. La "forma conservativa" es más útil en la integración numérica
{\displaystyle {\frac {\partial u}{\partial t}}+{\frac {1}{2}}{\frac {\partial u^{2}}{\partial x}}=0.}

## Ecuación de Burgers no viscosa

Esta es una simulación numérica de la ecuación de Burgers inviscible en dos variables espaciales hasta el momento de la formación del shock

La ecuación de Burgers es una  ecuaciones de conservación, más generalmente una  ecuación hiperbólica «cuasi-lineal» de primer orden. La solución a la ecuación y junto con la siguiente condición inicial
{\displaystyle {\frac {\partial u}{\partial t}}+u{\frac {\partial u}{\partial x}}=0,\quad u(x,0)=f(x)}
puede construirse mediante el método de características. Las ecuaciones características son
{\displaystyle \quad {\frac {du}{dt}}=0,{\frac {dx}{dt}}=u,}
La integración de la segunda ecuación nos dice que {\displaystyle u} es constante a lo largo de la característica y la integración de la primera ecuación muestra que las características son rectas, es decir, integrando las ecuaciuón diferenciales anteriores, se obtienen respectivamente:
{\displaystyle u=c;\quad x=ut+\xi }
dónde {\displaystyle \xi } es el punto (o parámetro) en el eje x-axis (t = 0) del plano x-t desde el que se dibuja la curva característica. Como en un punto la velocidad se conoce desde la condición inicial, y el hecho de que este valor no cambia a medida que avanzamos a lo largo de la característica que parte de ese punto, podemos escribir {\displaystyle u=c=f(\xi )} en esa característica. Por lo tanto, la trayectoria de esa característica es
{\displaystyle x=f(\xi )t+\xi .}
Por lo tanto, la solución está dada por
{\displaystyle u(x,t)=f(\xi )=f(x-ut),\quad \xi =x-f(\xi )t.}
Esta es una relación implícita que determina la solución de la ecuación inviscible de Burgers, siempre que las características no se crucen. Si las características se cruzan, entonces no existe una solución clásica para la ecuación en derivadas parciales y conduce a la formación de una onda de choque. De hecho, el tiempo de ruptura antes de que se pueda formar una onda de choque está dado por
{\displaystyle t_{b}={\frac {-1}{\min f'(x)}}.}

### Integral completa
Subrahmanyan Chandrasekhar proporcionó la solución explícita en 1943(En la decadencia de las ondas de choque del avión), cuando la condición inicial es lineal, es decir, {\displaystyle f(x)=ax+b} donde a y b la solución explícita es:
{\displaystyle u(x,t)={\frac {ax+b}{at+1}}.}
Esta solución también es la «integral completa» de la ecuación de Burgers inviscible porque contiene tantas constantes arbitrarias como el número de variables independientes que aparecen en la ecuación. [7] Las soluciones explícitas para otras condiciones iniciales relevantes son, en general, desconocidas.

## Ecuación de Burgers viscosa

Esta es una solución numérica de la ecuación de Burgers viscosa bidimensional utilizando un perfil gaussiano inicial. Vemos formación de choque y disipación del choque debido a la viscosidad a medida que viaja

La ecuación viscosa de Burgers puede ser convertida en una ecuación lineal por la transformación Cole-Hopf.
{\displaystyle u=-2\nu {\frac {1}{\phi }}{\frac {\partial \phi }{\partial x}},}
lo que la convierte en la ecuación:
{\displaystyle {\frac {\partial }{\partial x}}\left({\frac {1}{\phi }}{\frac {\partial \phi }{\partial t}}\right)=\nu {\frac {\partial }{\partial x}}\left({\frac {1}{\phi }}{\frac {\partial ^{2}\phi }{\partial x^{2}}}\right)}
que puede ser integrada con respecto a  {\displaystyle x} y se obtiene:
{\displaystyle {\frac {\partial \phi }{\partial t}}=\nu {\frac {\partial ^{2}\phi }{\partial x^{2}}}+g(t)\phi }
donde {\displaystyle g(t)} es una función que depende de las condiciones límites. Si {\displaystyle g(t)=0} de forma idéntica (por ejemplo, si el problema se va a resolver en un dominio periódico), entonces se obtiene la ecuación de difusión
{\displaystyle {\frac {\partial \phi }{\partial t}}=\nu {\frac {\partial ^{2}\phi }{\partial x^{2}}}.}
La ecuación de difusión puede ser resuelta, y la transformación de Cole-Hopf invertida, para obtener la solución de la ecuación de Burgers:
{\displaystyle u(x,t)=-2\nu {\frac {\partial }{\partial x}}\ln \left\{(4\pi \nu t)^{-1/2}\int _{-\infty }^{\infty }\exp \left[-{\frac {(x-x')^{2}}{4\nu t}}-{\frac {1}{2\nu }}\int _{0}^{x'}f(x'')dx''\right]dx'\right\}.}

## Otras formas

### Ecuación de Burgers generalizada
La ecuación de Burgers generalizada extiende la convectiva cuasilineal a una forma más generalizada, es decir,
{\displaystyle {\frac {\partial u}{\partial t}}+c(u){\frac {\partial u}{\partial x}}=\nu {\frac {\partial ^{2}u}{\partial x^{2}}}.}
donde {\displaystyle c(u)} es una función  arbitraria de u. La ecuación inviscible {\displaystyle \nu =0} sigue siendo una ecuación hiperbólica cuasilineal para {\displaystyle c(u)>0} y su solución puede hallarse usando método de características como antes.

### Ecuación de Burgers estocástica
Añadido el factor de ruido del espacio-tiempo {\displaystyle \eta (x,t)} la forma de la ecuación estocástica de Burgers
{\displaystyle {\frac {\partial u}{\partial t}}+u{\frac {\partial u}{\partial x}}=\nu {\frac {\partial ^{2}u}{\partial x^{2}}}-\lambda {\frac {\partial \eta }{\partial x}}}
Este PDE estocástico es la versión unidimensional de la ecuación de Kardar-Parisi-Zhang en un campo {\displaystyle h(x,t)} al sustituir {\displaystyle u(x,t)=-\lambda \partial h/\partial x}.